# Centro Sophia
El centro Sophia fue fundado en la Escuela de Estudios Históricos y Culturales en la Universidad de Bath Spa en 2002, como el primer centro universitario en el mundo para enseñar astronomía cultural (que se define como "el estudio de la aplicación de las creencias acerca de las estrellas de todos los aspectos de la cultura humana, desde la religión y la ciencia de las artes y la literatura") y la historia y la cultura de la astrología.

## Antecedentes y estado actual
En 2004, Michael York, el director del centro, fue nombrado primer profesor del mundo de la astronomía y la astrología cultural. En 2008, el centro se trasladó a la Universidad de Gales. El Centro se encuentra en el Departamento de Arqueología, Antropología e Historia en la Universidad de Gales. El actual director del Centro Sophia es Nicholas Campion.
La enseñanza del centro, a través de la Maestría en Astronomía Cultural y la Astrología, se basa en una visión amplia de la astronomía y la astrología como un marco para la cultura, y el análisis de la forma en que el cosmos provee una referencia para la actividad humana. El centro comenzó a enseñar Arqueoastronomía en 2010, también se realizan conferencias anuales.